# Собор Святого Спиридона
Собор Святого Спиридона — грецька православна церква, розташована в місті Керкіра на острові Керкіра (Корфу). Найбільш відома церква острова в якій зберігаються мощі Святого Спиридона.
Собор побудований у 1590 році, а його дзвіниця є найвищою в місті. Нинішня будівля, зведена у 1590 році у венеційському стилі, не схожа на інші церкви Греції. Дзвіниця церкви за конструкцією схожа на сучасну грецьку православну церкву Сан-Джорджіо-дей-Гречі, розташовану у Венеції.

## Інтер'єр
Фасад мармурового іконостасу нагадує зовнішній вигляд входу церкви в стилі бароко. Стеля церкви розділений на сегменти, що зображають сцени з життя і чудеса святого Спиридона. Оригінальним живописцем стелі церкви був Панайотис Доксарас, який росписав її в 1727 році. З плином часу росписи Доксараса згнили, а згодом їх замінили копії, намальованим Ніколаосом Аспіотисом. Єдиним, що залишився від робіт Доксараса, є позолочена межа іконографії.
Всередині церкви праворуч від іконостасу знаходиться склеп, де останки святого зберігаються у подвійному саркофазі. Більший саркофаг є деревяним з оздобренням сріблом та містить менший. Менший саркофаг покритий червоним оксамитом і має знімне дно, щоб полегшити зміну тапок святого. Саркофаг відкривається двома ключами. Кожен раз ченці, що відкривають саркофаг, знаходять взуття святого пошарпаним і зношеним. Святий Спиридон ходить по світу і допомагає людям (за повіррям). Щоразу його перевзувають в нове взуття і при розкритті саркофага знову виявляють зношене взуття. Пошарпане взуття служителі церкви розрізають на шматочки і роздають людям. За іншими даними шматочки тканини, що роздаються це не лише тапочки, а і інший одяг святого.
Відсутність підземної камери для розміщення останків святого була частиною продуманого дизайну, щоб зробити їх максимально доступними. У склепі 53 лампадки, які висять із стелі, 18 з яких золоті, а решта — зі срібла.

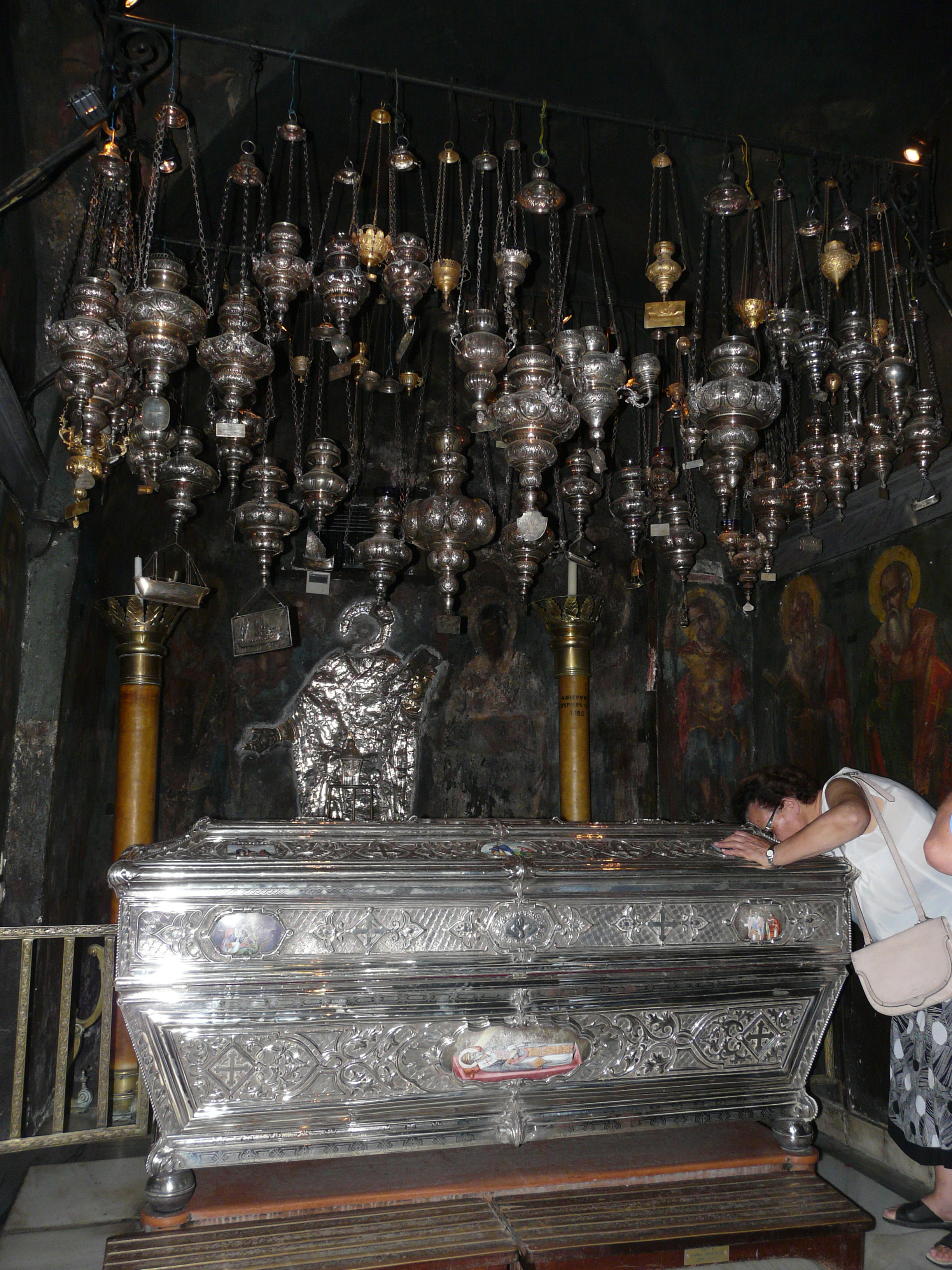
Саркофаг з мощами Святого Спиридона

Над західними дверима притвору в 1801 році розміщено імператорський герб роду Романових як нагадування про те, що церква перебувала під номінальним захистом Російської імперії з 1807-1917 рр. Там же розташована картина, яка зображує святого, що торкається голови Констанція II, вилікувавши імператора від хвороби.
Венеційський сенат подарував позолочену срібну лампу з рельєфами святого лева та Святого Марка на вшанування чудес святого під час другої великої облоги Корфу 1716 року. Лампа висить у західному куті нави. На лампі напис: «OB SERVATAM CORCYRAM DIVO SPVRIDIONI TVTELARI SENATVS VENETVS ANNO MDCCXVI», що перекладається «За порятунок Корфу — покровителю святого Спиридона, сенату Венеції, 1716 р. Н. Е.».
Найбільший світильник у церкві знаходиться біля амвона і був подарований святому венеційським верховним адміралом Андреа Пісані та рештою венеційських керівників з написом: «DIVO SPVRIDIONI TVTELARI VTRAQVE CLASSE PROTECTA ANDREA PISANI SVPREMO DVCE VTRIVSQVE CLASSIS NOBILES EX VOTO ANNO MDCCXVII», що перекладається: «Покровителю святому Спиридону за те, що він захистив два флоти під керівництвом Андреа Пісані, головнокомандуючий двома флотами, вельможами в обітниці 1717 р.»

## Історія мощей
Згідно з наявними даними, у 1489 р. Після падіння Візантійської імперії мощі святого Спиридона та святої Феодори Августи були привезені на Керкіру з Константинополя грецьким ченцем Георгієм Калочарітісом, як частина його особистого майна. Пізніше, коли його дочка Асімія вийшла заміж за одного з членів родини Вулгарі на Керкірі, їй було передано останки святого у складі її приданого.
Згодом мощі святого Спиридона були розміщені у приватній церкві, що належила родині Вульгарі. Церква розташовувалася в передмісті міста Корфу, Сан-Рокко, але її довелося знести, коли венеційці будували зовнішні укріплення міста для захисту цитаделі після першої великої облоги Корфу османцями в 1537 році. У 1580-х роках після знесення приватної церкви, останки святого перенесли на теперішнє місце у нову церкву, яка була побудована в межах міських укріплень у районі Старого міста Кампіелло.

## Галерея

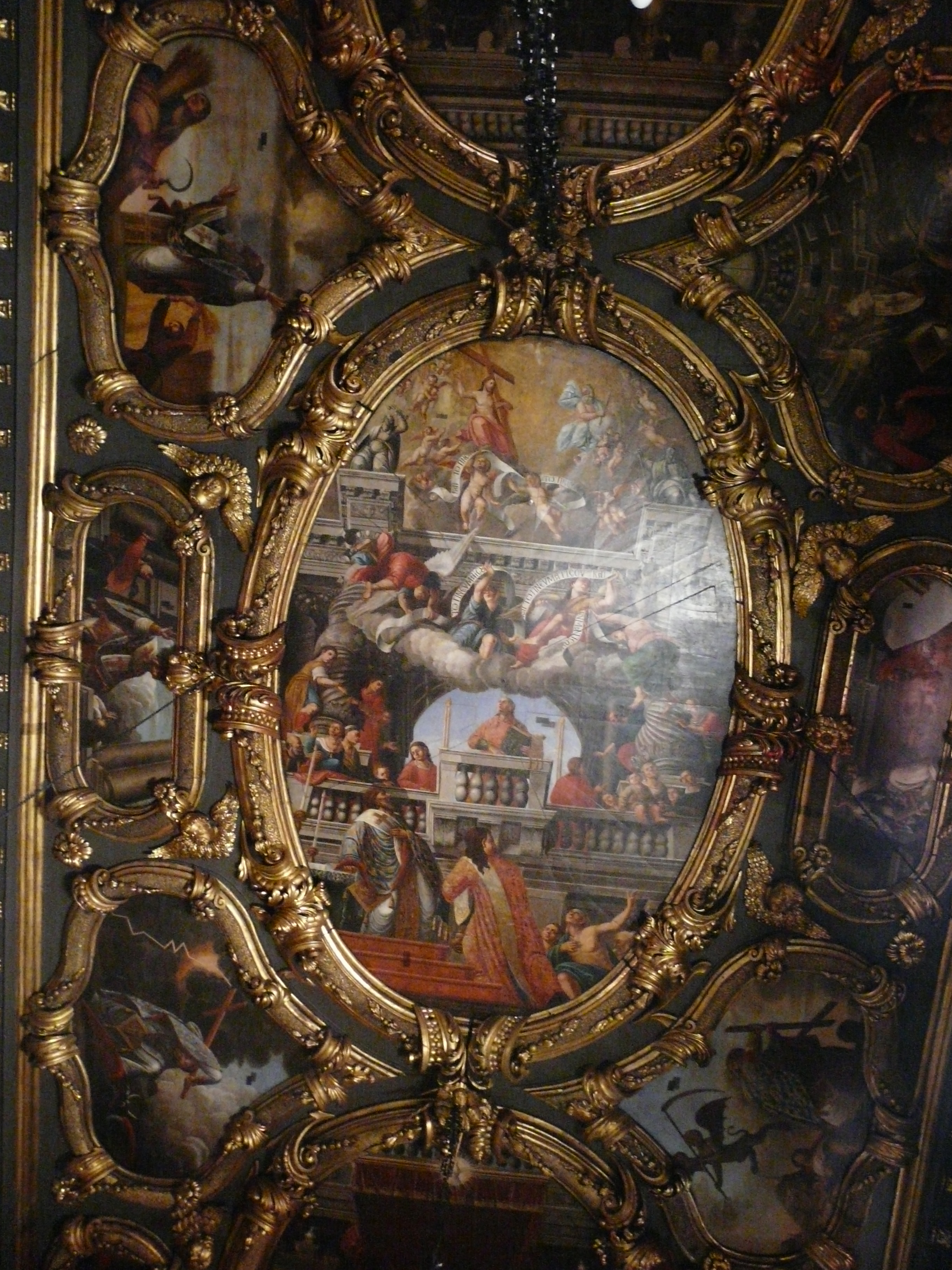
Стеля храму
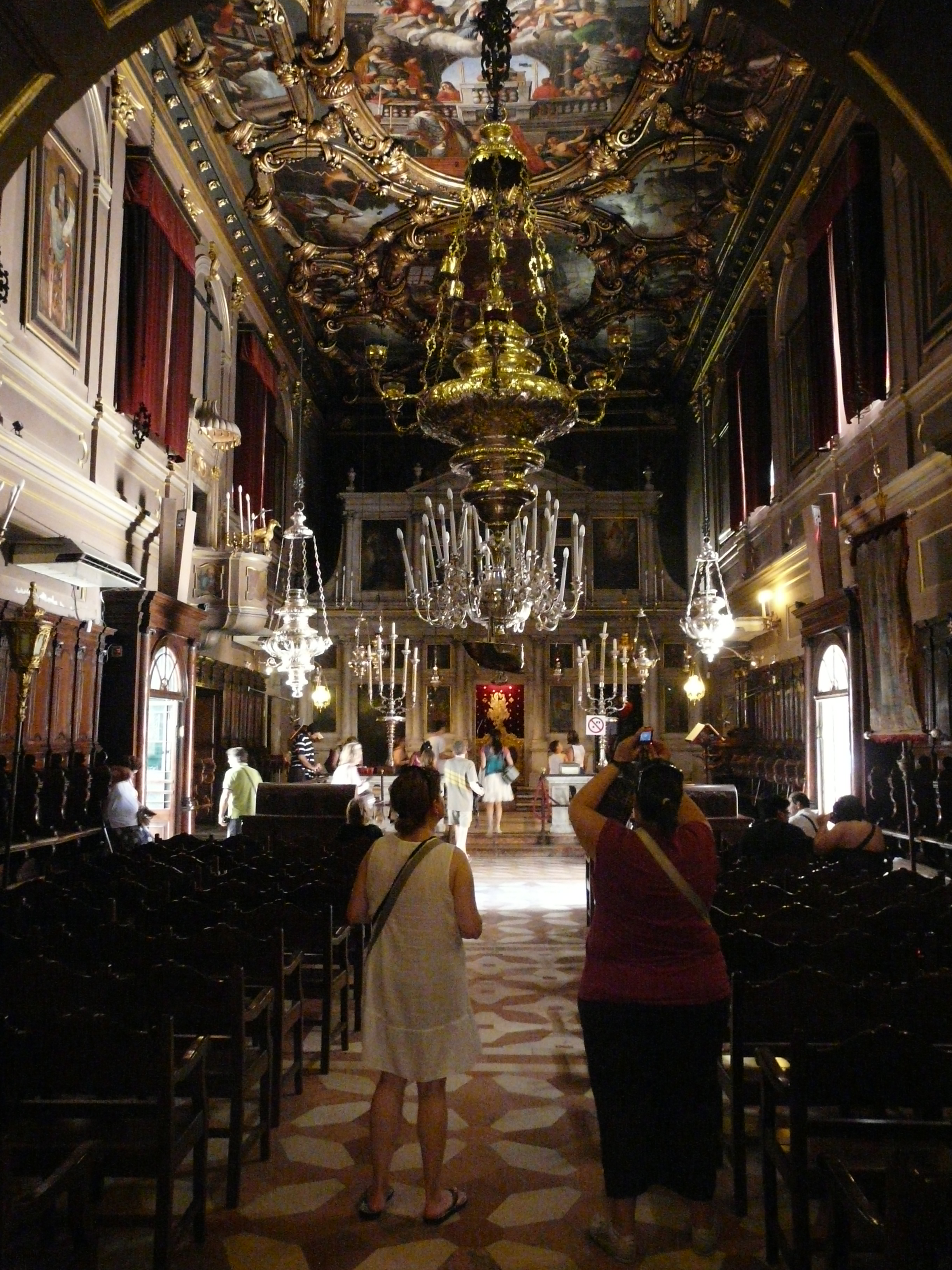
Загальний вигляд інтер'єру
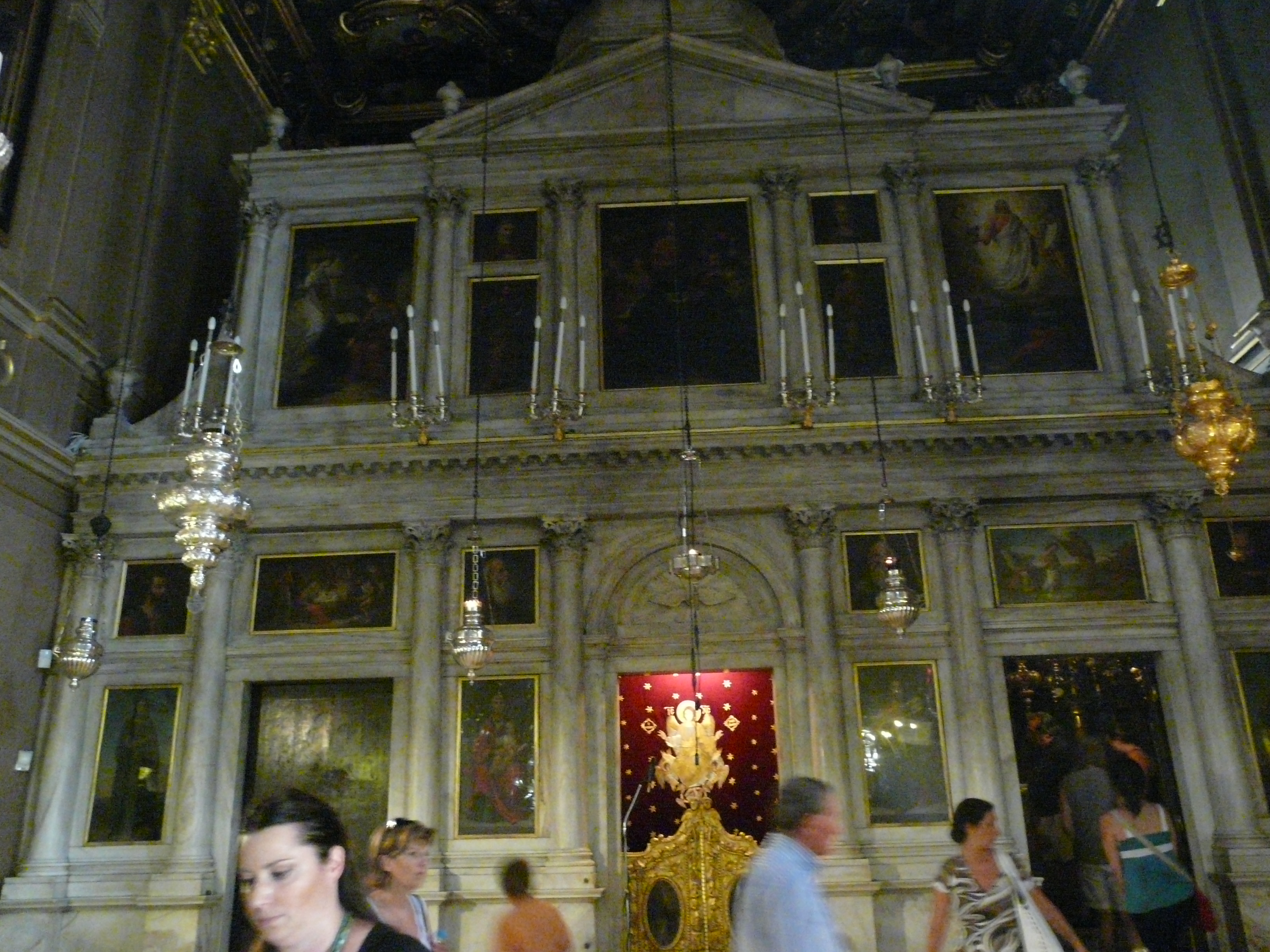
Мармуровий Іконостас
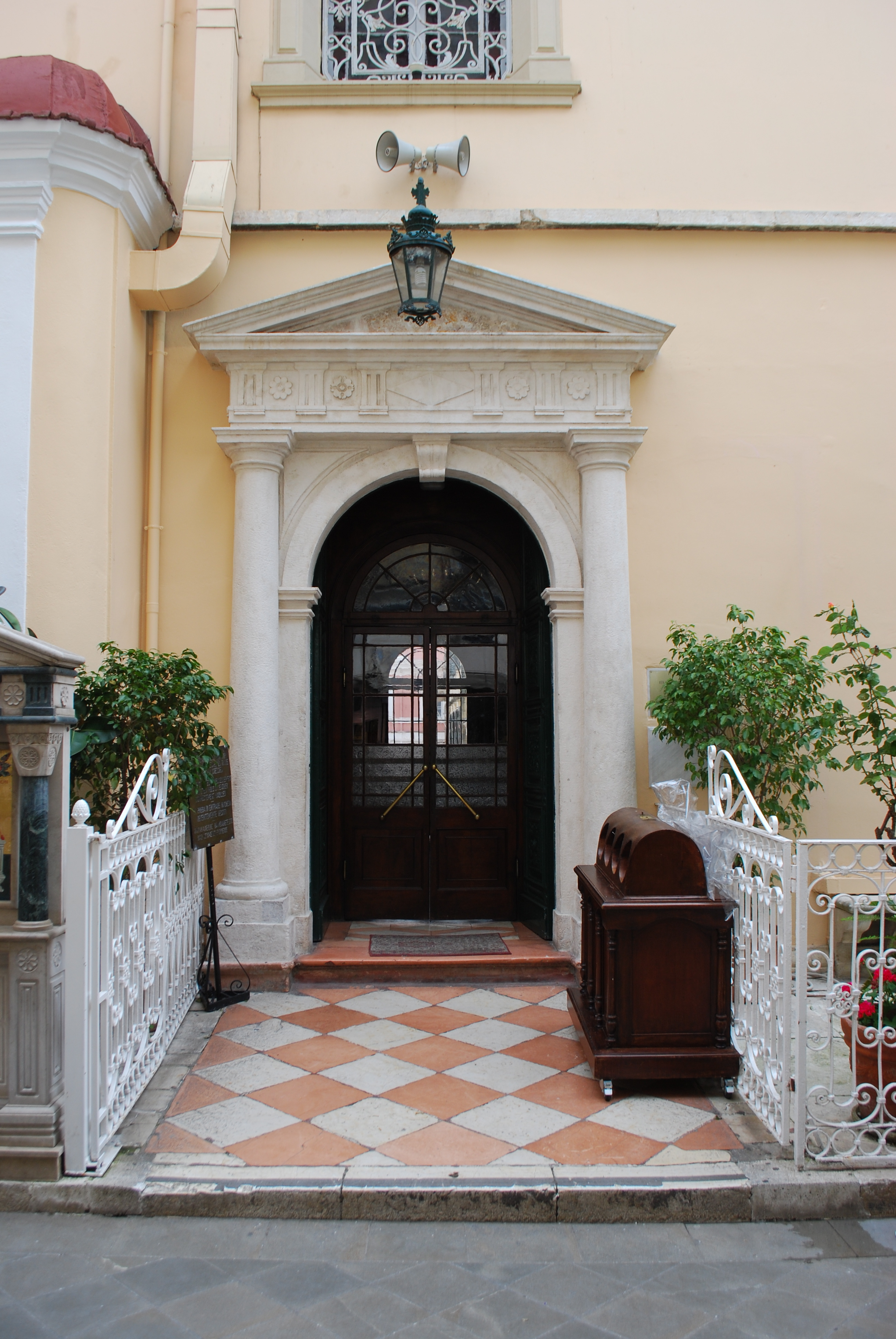
Вхід до храму
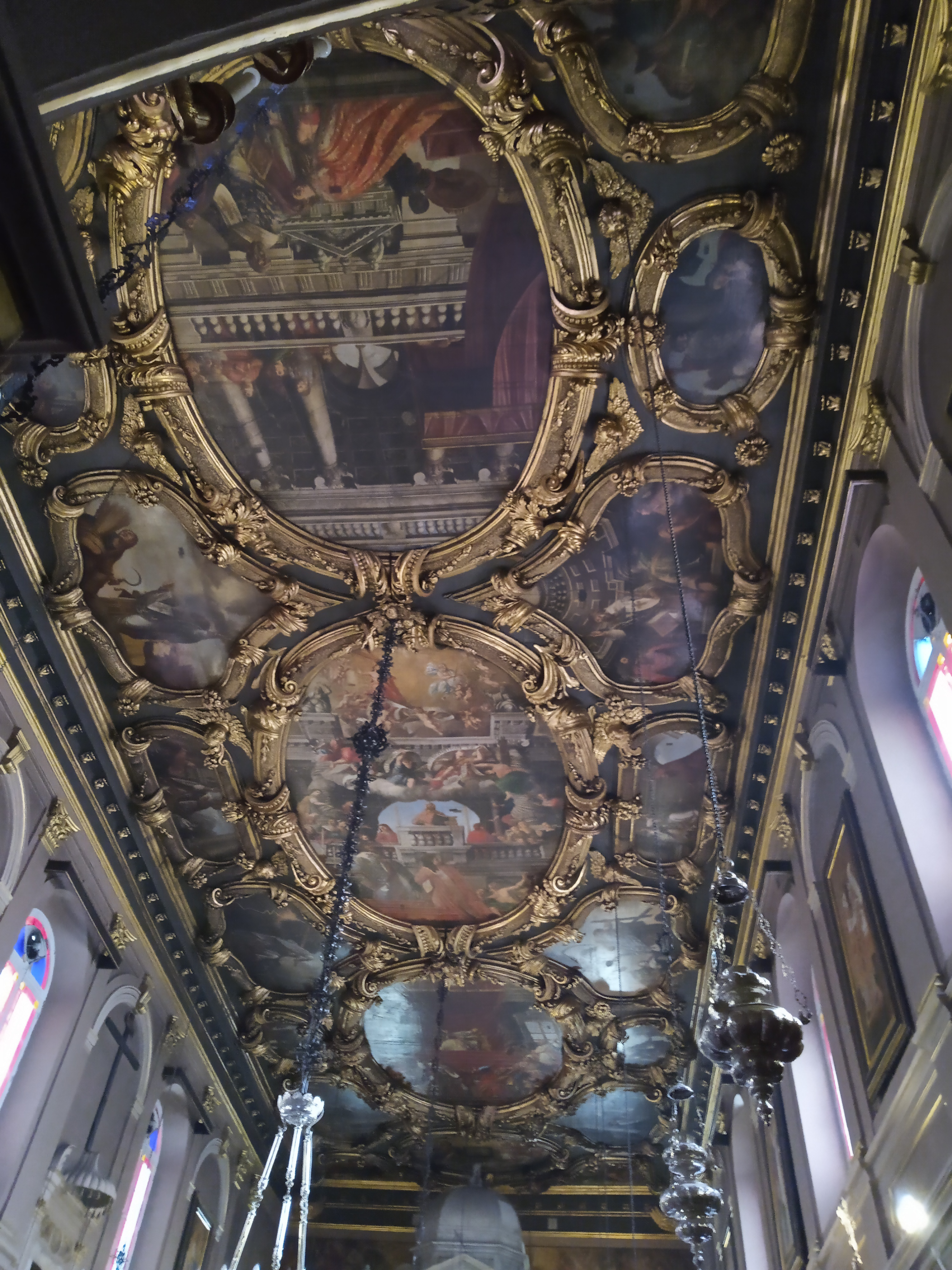
Стеля храму
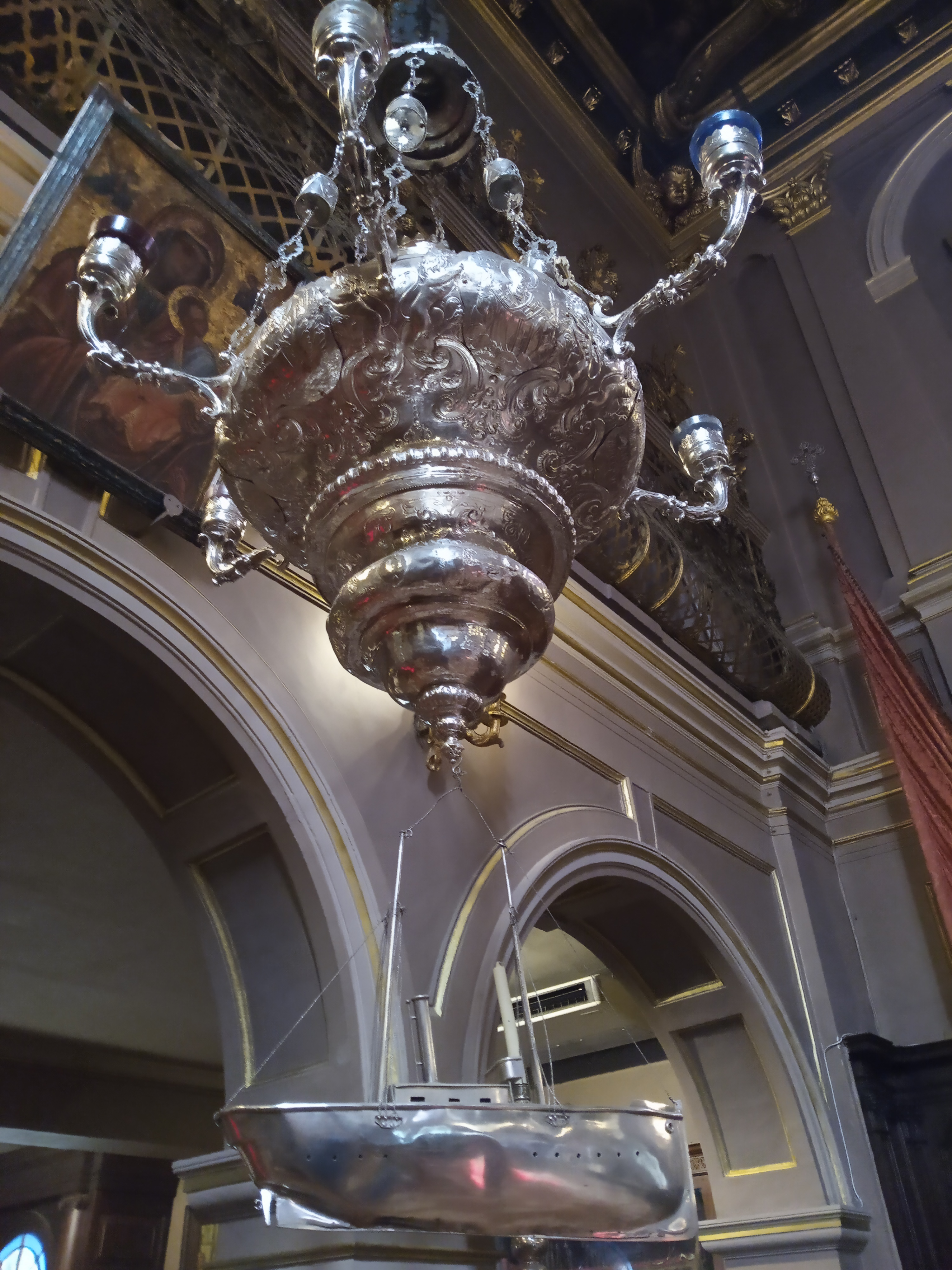
Світильник
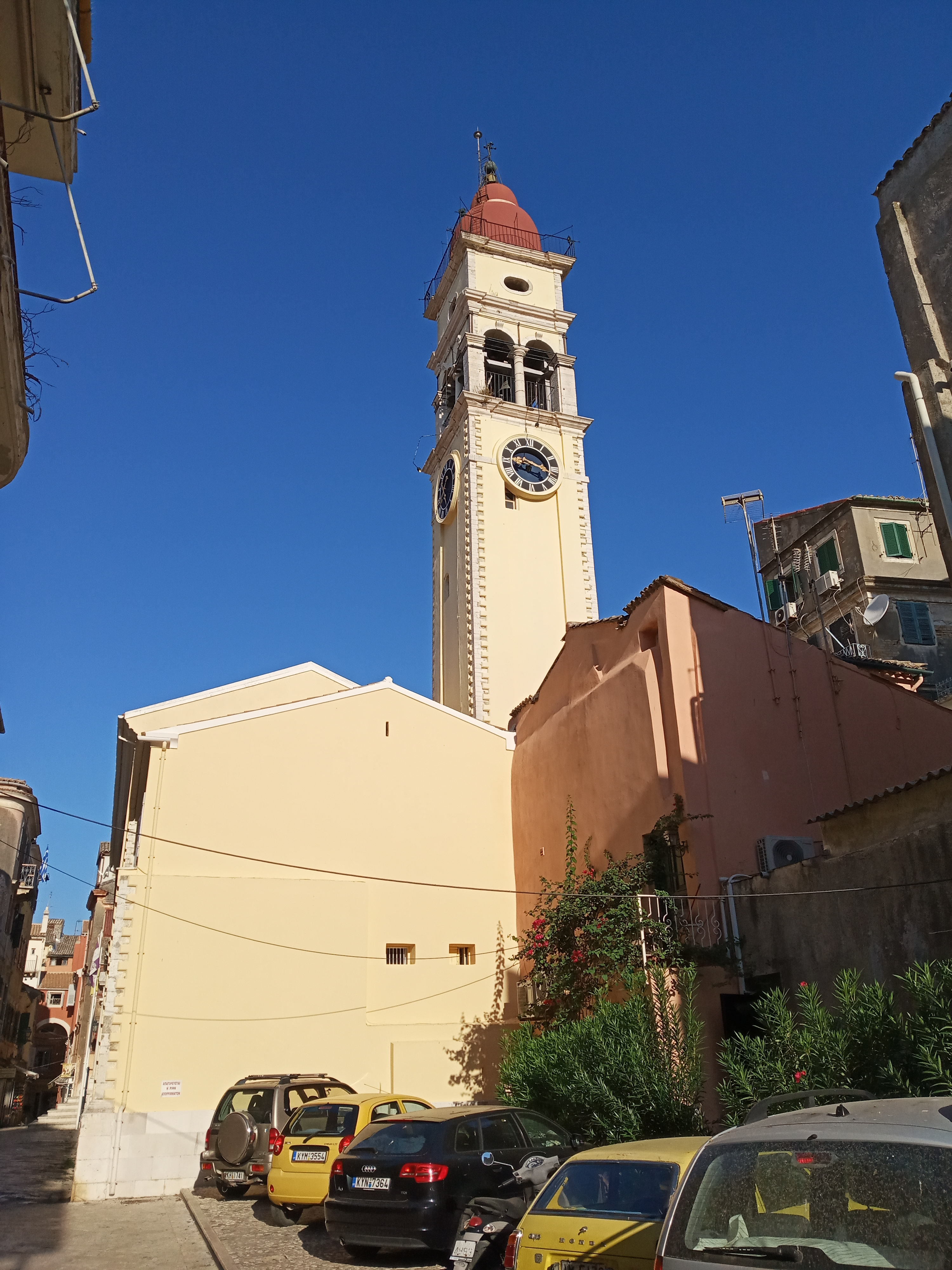
Дзвіниця